# Serpophaga
Serpophaga là một chi chim trong họ Tyrannidae.